# Okres Velký Berezný
Okres Velký Berezný, Velykoberezenský rajón (ukrajinsky Великоберезнянський район) se nacházel v Zakarpatské oblasti na západní Ukrajině. Rozloha okresu (rajónu) byla 809 km². V roce 2013 zde žilo přibližně 26 500 obyvatel, v roce 2007 to bylo přibližně 28 000 lidí.
Okresním městem bylo sídlo městského typu Velký Berezný, ve kterém žije přibližně 7 500 obyvatel. Dále se zde nachází 32 vesnic s 19 obecními radami. Tímto rajónem protéká řeka Už, která teče také přes Užhorod a Slovensko. Okres Velký Berezný zaujímal nejsevernější část Zakarpatí a sousedil na západě se Slovenskem a na severu s Polskem a Lvovskou oblastí Ukrajiny, do níž je přístup silnicí i železnicí přes Užocký průsmyk. V červenci 2020 bylo během administrativně-teritoriální reformy, která snížila počet okresů oblasti ze 13 na 6, celé jeho území začleněno do okresu Užhorod.